# Newport (Karolina Północna)
Newport – miasto w Stanach Zjednoczonych, w stanie Karolina Północna, w hrabstwie Carteret.